# Day of the Daleks
A Day of the Daleks a Doctor Who sorozat hatvanadik része, amit 1972. január 1.-e és január 22.-e között vetítettek négy epizódban. Ebben a részben térnek vissza a dalekek, akik legutoljára a The Evil of the Daleks rész óta.

## Történet
A világbéke ingatag, egy magas-rangú diplomatát, aki a tárgyalásokat vezetné, megöli egy 22. századból érkezett gerillaosztag. A gerillák úgy vélik, pont a diplomata veszélyeztetné a világbékét. Mikor a Doktor utánuk megy, egy szétzilált Földet talál, az emberek jó része rabszolga, s egy primitív népesség, az ogronok az urak. Ő mögöttük ott rejtőzik az igazi ellenség, a dalekek.

## Epizódok listája
| Epizód sorszáma | Bemutató napja   | Hossza | Nézők száma (millió) | Formátum                    |
| --------------- | ---------------- | ------ | -------------------- | --------------------------- |
| 1               | 1972. január 1.  | 23:36  | 9,8                  | Pal 2-s színes videókazetta |
| 2               | 1972. január 8.  | 23:52  | 10,4                 | Pal 2-s színes videókazetta |
| 3               | 1972. január 15. | 24:18  | 9,1                  | Pal 2-s színes videókazetta |
| 4               | 1972. január 22. | 24:17  | 9,1                  | Pal 2-s színes videókazetta |

## Könyvkiadás
A könyvváltozatát 1974 áprilisában adta ki a Target könyvkiadó.

## Otthoni kiadások
- VHS-n 1986-n adták ki.
- DVD-n 2011. szeptember 12.-n adták ki.

### Fordítás
- Ez a szócikk részben vagy egészben  a   Day of the Daleks című angol Wikipédia-szócikk fordításán alapul.  Az eredeti cikk szerkesztőit annak laptörténete sorolja fel. Ez a jelzés csupán a megfogalmazás eredetét és a szerzői jogokat jelzi, nem szolgál a cikkben szereplő információk forrásmegjelöléseként.